# Шуков, Тута Гучевич
Ту́та Гу́чевич Шу́ков (кабард.-черк. Шыкуэ ГъущӀ и къуэ Тӏутӏэ) (1886—1942) — советский партийный и государственный деятель Кабардино-Балкарии. Один из организаторов и руководителей борьбы горцев за Советскую власть на Северном Кавказе.

## Биография
Родился в 1886 году в селе Атажукино III (ныне Куба) Нальчикского округа Терской области Российской империи, в крестьянской семье.
В 1913 году принимал активное участие в восстании крестьян на Зольских и Нагорных пастбищах.
В годы Гражданской войны на Северном Кавказе, возглавил один из Кабардино-Балкарских партизанских отрядов и руководил формированием и обучением революционных отрядов в крае.
При установлении советской власти в регионе, первоначально возглавил установленный сельский народный совет села Куба, после чего был переведён в должность председателя Баксанского района КБАО.
В 1932 году был назначен заместителем начальника строительства Баксано-Малкинского канала.
В 1933-1937 годах являлся заведующим отдела социального обеспечения КБАССР.
В декабре 1942 года, при оккупации Кабардино-Балкарии, больной Шуков был схвачен фашистскими войсками в собственном доме, после чего вместе с несколькими партийными и советскими работниками был расстрелян в балке за станицей Марьинской.

## Семья
Родные братья — Жамалдин и Мирзабек Шуковы, также являлись участниками Первой Мировой войны и принимали активное участие в установлении советской власти на Северном Кавказе.

## Память
Именем революционера названы улицы в городах Нальчик и Баксан, а также в родном селе Куба.